# 西條康彦
西條 康彦（、1939年〈昭和14年〉2月20日 - ）は、日本の俳優。旧芸名は西条 康彦。

## 人物・来歴
東京市牛込区（現：東京都新宿区）神楽坂出身。成城大学経済学部卒。
成城学園高校在学中に東宝と専属契約。1957年、映画『初恋物語』でデビュー。東宝特撮映画『電送人間』などで味のある演技を見せ、玄人好みの役者として知られた。
特撮テレビ映画『ウルトラQ』（円谷プロダクション製作）に主人公・万城目淳（佐原健二）の助手・戸川一平役でレギュラー出演した。
大の車好きで20歳のころ、同じ東宝の俳優・夏木陽介の友人から購入したMG-TD型のオープンカーで撮影所に通っていた（冬でもオープンで走っていた）。
俳優業の傍ら、スナック「アトラス」や会員制パブ「エスカール」を経営していた。
歯科医の家系で、また円谷プロの株や住居地域の地権を保有する資産家でもあり、現在は悠々自適な生活を楽しんでいるという。
ほぼセミリタイヤの一方で、桜井浩子とともに『ウルトラ特撮PERFECT MOOK』にて新規取材のインタビューに応えるなど、取材やイベントには顔を出してもいる。

## 主な出演作品

### テレビ
- 花のサラリーマン（1962年 - 1963年、TBS / 東宝）
- 夫婦百景 第286話「エクボとアバタ」（1963年、NTV）
- ウルトラシリーズ（円谷プロ）
  - ウルトラQ（1966年、TBS） - 戸川一平[出典 1][注釈 1]
  - ウルトラマン 第10話「謎の恐竜基地」（1966年、TBS） - 釣り人・林
  - ウルトラセブン 第7話「宇宙囚人303」（1967年、TBS） - ガソリンスタンド店員
  - ウルトラセブン 太陽エネルギー作戦（1994年、NTV） - サイジョウ・ヤスヒコ
  - ウルトラマンマックス 第29話「怪獣は何故現れるのか」（2006年、CBC） - 西郷保彦
- これが青春だ（NTV / 東宝）
  - 第3話「明日への序奏」（1966年）
  - 第31話「メリーさんがやってきた」（1967年）
- 快獣ブースカ （NTV / 東宝 / 円谷プロ）
  - 第6話「野球珍騒動」（1966年） - ひかり牛乳・配達人
  - 第17話「ブー冠・王冠・とんちんかん」（1967年） - ボリシア国のスパイ
  - 第37話「ナイナイ寺はドッキリ!」（1967年） - ガンバル博士の子分・ヨイト
- でっかい青春 第34話「男のマーチ」（1968年、NTV / 東宝）
- 怪奇大作戦 第5話「死神の子守唄」（1968年、TBS / 円谷プロ） - 楽屋番
- 金メダルへのターン!（1970年 - 1971年、CX / 東宝）
- ワン・ツウ・アタック!（1971年、東京12チャンネル）
- レッツゴーミュンヘン!（1971年、東京12チャンネル）
- 飛び出せ!青春 第16話「友情か恋愛かそれが問題だ!!」（1972年、NTV）

### 映画
- サラリーマン出世太閤記（1957年、東宝） - 守衛
- 初恋物語（1957年、東宝） - 田沢真吉
- 孫悟空（1959年、東宝）
- 上役・下役・ご同役（1959年、東宝） - 鈴木光夫
- 電送人間（1960年、東宝） - 給仕[7][2]
- 秋立ちぬ（1960年、東宝） - 山下
- ハワイ・ミッドウェイ大海空戦 太平洋の嵐（1960年、東宝） - 谷川一飛曹[1]
- 黒い画集 あるサラリーマンの証言（1960年、東宝） - 果物屋の店員
- 青い野獣（1960年、東宝）
- 若大将シリーズ（東宝）
  - 大学の若大将（1961年） - 高橋
  - 銀座の若大将（1962年） - 明
  - ニュージーランドの若大将（1969年） - 八郎
- 黒い画集 第二話 寒流（1961年、東宝） - 探偵社事務員
- 女の座（1962年、東宝）
- 妖星ゴラス（1962年、東宝） - 通信員[7][2]
- 社長シリーズ（東宝）
  - 社長洋行記（1962年） - 東海林洋一
  - 続・社長洋行記（1962年） -  東海林洋一
- 吼えろ脱獄囚（1962年、東宝） - 千太
- 私と私（1962年、東宝）-  松井弘二
- 太平洋の翼（1963年、東宝） - 松尾一飛曹[7]
- クレージー作戦 くたばれ!無責任（1963年、東宝） - プールのチンピラ
- 江分利満氏の優雅な生活（1963年、東宝） - 男子社員
- 乱れる（1964年、東宝） - 森田屋の店員
- フランケンシュタイン対地底怪獣（1965年、東宝） - テレビ・カメラマン[1][3]
- フランケンシュタインの怪獣 サンダ対ガイラ（1966年、東宝） - アベックの男[8][2][注釈 2]
- 殺人狂時代（1967年、東宝） - 酒場の客
- ゴジラシリーズ（東宝）
  - 怪獣島の決戦 ゴジラの息子（1967年） - 鈴木[7][4]
  - 怪獣総進撃（1968年） - ムーンライトSY-3号乗員B[7][4]
- 連合艦隊司令長官 山本五十六（1968年、東宝） - 米山飛曹長[7]
- 愛のきずな（1969年、東宝） - あんちゃん
- 緯度0大作戦（1969年、東宝） - 宇宙船回収船船員[10]
- ウルトラシリーズ（松竹）
  - ウルトラQ ザ・ムービー 星の伝説（1990年） - 山根の同僚
  - ウルトラマンゼアス2 超人大戦・光と影（1997年） - ゼアスを応援する男性
  - ウルトラマンコスモス THE FIRST CONTACT（2001年） - 西條さん
  - 大決戦!超ウルトラ8兄弟（2008年） - ショッピングモールの老人
- ホームカミング（2010年、クロックワークス） - 祭りに飛び入り参加する老人
- 大怪獣モノ（2016年、キングレコード、リバートップ）

### 舞台
- のれん太平記
- 笑えば天国

### ラジオ
- ウルトラQ倶楽部（2003年、TBSラジオ） - 戸川一平

### DVD
- 『ウルトラQ』店頭プロモーション映像（2001年、デジタルウルトラシリーズ）

### その他
- ウルトラ情報局（2003年、ファミリー劇場）

### 書籍
- 僕らを育てたウルトラQのすごい人（アンド・ナウの会）

## 西條康彦に当たる役を演じた俳優
- 片山雅彦 - 『ウルトラマンマックス』第29話「怪獣は何故現れるのか」（2006年） - 俳優時代の西郷保彦 役[注釈 3]